# Wardrecques
Wardrecques (flämisch: Werdrik) ist eine französische Gemeinde mit 1.338 Einwohnern (Stand: 1. Januar 2022) im Département Pas-de-Calais in der Region Hauts-de-France. Sie gehört zum Saint-Omer und zum Kanton Fruges.

## Geographie
Wardrecques liegt etwa sieben Kilometer südöstlich von Saint-Omer und etwa 28 Kilometer nordwestlich von Béthune am Canal de Neuffossé. Die Gemeinde ist als Zugangsort mit dem Regionalen Naturpark Caps et Marais d’Opale assoziiert.
Umgeben wird Wardrecques von den Nachbargemeinden Campagne-lès-Wardrecques im Westen und Norden, Renescure im Nordosten, Blaringhem im Osten und Südosten, Racquinghem im Süden sowie Heuringhem im Süden und Südwesten.

## Bevölkerungsentwicklung
| Jahr                       | 1962 | 1968 | 1975 | 1982 | 1990 | 1999 | 2006 | 2013 | 2020 |
| Einwohner                  | 518  | 530  | 541  | 946  | 1034 | 1068 | 1153 | 1306 | 1354 |
| Quellen: Cassini und INSEE |      |      |      |      |      |      |      |      |      |

## Sehenswürdigkeiten
- Kirche Notre-Dame
- Kapelle Quénivet aus dem 18. Jahrhundert

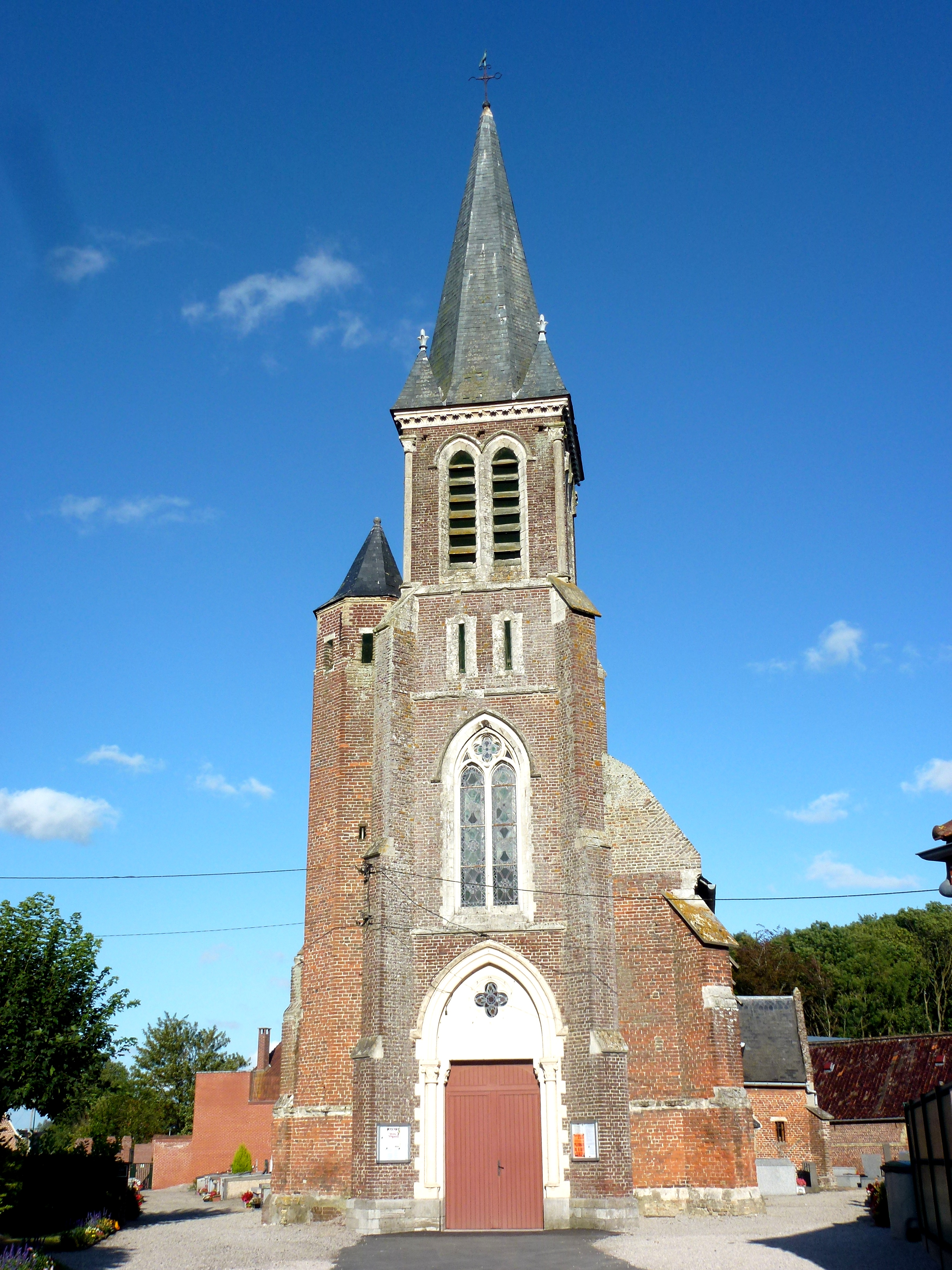
Kirche Notre-Dame
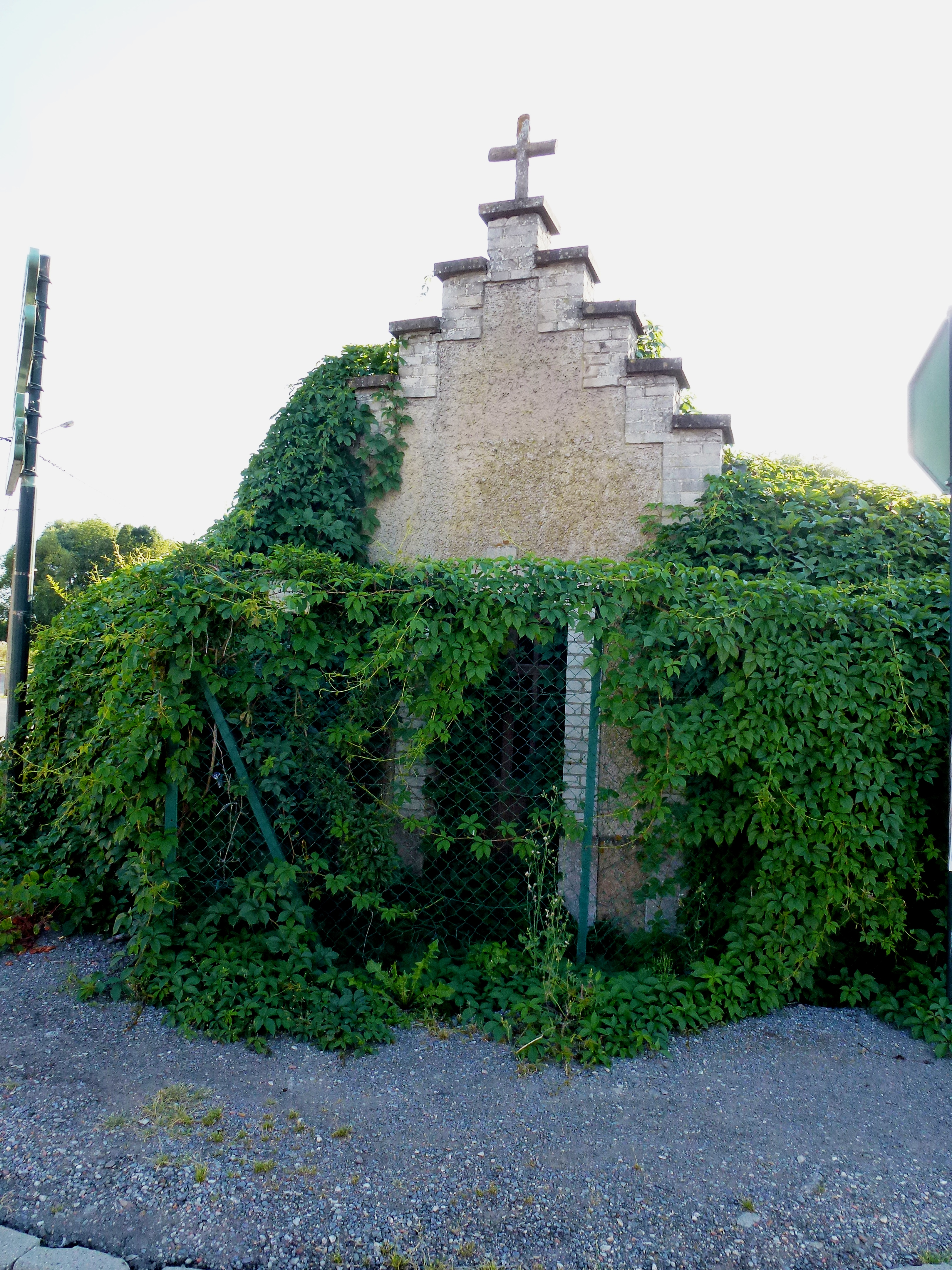
Kapelle Quénivet